# Probolus culpatorius
Probolus culpatorius is een insect dat behoort tot de familie van de gewone sluipwespen (Ichneumonidae). De wetenschappelijke naam is gepubliceerd door Linnaeus in 1758 in de tiende editie van Systema naturae.